# Chaetocercus berlepschi
A Chaetocercus berlepschi a madarak osztályának sarlósfecske-alakúak (Apodiformes)  rendjébe és a kolibrifélék (Trochilidae) családjába tartozó faj.

## Rendszerezése
A fajt Eugène Simon francia természettudós írta le 1889-ben. Sorolták az Acestrura nembe Acestrura berlepschi néven is.

## Előfordulása
Dél-Amerika északnyugati részén, Ecuador területén honos. Természetes élőhelyei a szubtrópusi és trópusi síkvidéki esőerdők, valamint másodlagos erdők. Állandó, nem vonuló faj.

## Megjelenése
Testhossza 7 centiméter.
|  |

## Természetvédelmi helyzete
Az elterjedési területe kicsi és széttagolt, egyedszáma 1000-2700 példány közötti és csökken. A Természetvédelmi Világszövetség Vörös listáján sebezhető fajként szerepel.